# Шалвар
Турски шалвар (изговара се шалвар, турски: shalvar), турске панталоне или димиие су традиционалне широке панталоне скупљене чврсто у скочном зглобу. Мушкарци могу носити традиционални лабави капут, назван џуба, преко шалвара. Мустафа Кемал Ататурк променио је правила облачења у Турској 1920 -их у оквиру својих реформи. Међутим, мушкарци и жене и даље носе шалвар у многим областима Турске, равнодушни према друштвеном статусу.
Сличне панталоне у другим културама укључују шхалвар, салвар камез, кача, патијала шалвар и многе друге.

## Женска хаљина
Традиционална одећа за жене у Турској укључује шалвар који се обично носи са горњом одећом различитих стилова и дужина. Традиционална одела шалвара део су турске културе још у османско доба. Шалваре су различитог степена врећастости и скупљене су при скочном зглобу. Светле боје и цветни отисци омиљене су сеоским женама. Укупни женски ансамбл укључује гомлек (мајица), шалвар и ентари (огртач).

## Мушка хаљина
Традиционална мушка хаљина укључује шалвар, јелек (прслук) и џебкен (јакна). Мушки шалвар популаран је у источној Турској, посебно у окрузима Киликија, Урфа и Дијарбакир.

## Галерија
- Студио портрет модела који носе традиционалну одећу из Истанбула, Османско царство.
- Кипарски турски костими из 19. века.
- Традиционална турска ношња.
- Традиционална турска ношња.
- Традиционална турска ношња.
- Турска девојка носи црвену хаљину.

## Рефренце
1. ↑  Miller, Louise R. (1997). Turkey: Between East and West (на језику: енглески). Benchmark Books. ISBN 978-0-7614-0397-5.
2. ↑  The Report: Turkey 2008 (на језику: енглески). Oxford Business Group. 2008. ISBN 978-1-902339-86-3.
3. ↑  Schneider, Dux (1975). Turkey (на језику: енглески). Cape. ISBN 978-0-224-00939-3.
4. ↑  Gale Group (1999) Reference Library of Arab America: Countries & ethnic groups, Kuwait to United Arab Emirates
5. ↑  Scarce, Jennifer M. (2014-04-08). Women's Costume of the Near and Middle East (на језику: енглески). Routledge. ISBN 978-1-136-78385-2.
6. ↑  Quataert, Donald Consumption Studies and the History of the Ottoman Empire, 1550-1922: An Introduction
7. ↑  Sinclair, T.A. (1989) Eastern Turkey: An Architectural & Archaeological Survey, Volume I, Volume 1